# Habitatge al carrer Raval, 2 (Almoster)
L'Habitatge al carrer Raval, 2 és una obra d'Almoster (Baix Camp) protegida com a Bé Cultural d'Interès Local.

## Descripció
Edifici situat tocant a la cantonada entre el carrer Raval i el carrer Major. Es tracta d'una construcció de tres altures, de la qual cal destacar el balcons del primer pis. Constituïts per volades de pedra motllurades i baranes metàl·liques amb decoració geomètrica a la part inferior.Tota la façana es presenta arrebossada i emblanquinada.